# Латгальский зоопарк
Латгальский зоосад (латыш. Latgales zoodārzs) — зоосад, находящийся в городе Даугавпилс (Латвия), в районе Эспланада. Является муниципальным предприятием.

## История
Начало положено в 1987 году, в виде зоологического кружка. Первоначально находился в подвале здания 1/3 по ул. Гоголя (ныне Саулес) Даугавпилсского педагогического института. Основатель — Михаил Пупиньш, позднее с ростом коллекции переведен на бывшую станцию юннатов (юных натуралистов) по ул. 5-го августа, 27 (ныне Виенибас). Зоосад занимает двухэтажный дом: на 1-м этаже экспозиция, на 2-м — кабинеты, конференц-зал, лаборатории. Несколько лет ведется перепланировка здания под экспозицию, ведется работа по проектам охраны болотной черепахи и др. Директор зоосада — Михаил Пупиньш.

## Настоящее
С 2001 года ведётся переоборудование помещений под джунгли. В ближайшее время появятся водоёмы для черепах.